# 弾 (姓)
弾（だん）は、漢姓の一つ。

## 朝鮮の姓
弾（彈、だん、タン、朝: 탄）は、朝鮮人の姓の一つである。  

### 氏族
《増補文獻備考》や《陶谷叢説》にもない姓氏である。
| 氏族（地域） | 創始者 | 人数（2015年） |
| ------------ | ------ | -------------- |
| 晋州弾氏     |        | 113            |
| 海州弾氏     |        | 29             |

### 人口と割合
1930年度国勢調査の時初めて登場した。当時京畿道高陽・富川に4世帯、江原道平昌に2世帯、江陵に1世帯、合計7世帯があった。江原道江陵市邱井面の2世帯と平昌郡大和面の1世帯は海州弾氏で、京畿道高陽郡崇信面新設里（ソウル東大門区新設洞）の3世帯は晋州弾氏であった。
大韓帝国末期の武官学校に弾元基という教官がいた。
| 年度   | 人口  | 世帯数 | 順位         | 割合 |
| ------ | ----- | ------ | ------------ | ---- |
| 1930年 |       | 7世帯  |              |      |
| 1960年 | 64人  |        | 258姓中215位 |      |
| 1985年 |       |        | 274姓中231位 |      |
| 2000年 | 155人 |        |              |      |
| 2015年 | 149人 |        |              |      |